# Ширак
 Тази статия е за областта в Армения.  За френския президент вижте Жак Ширак.  
Ширак (на арменски: Շիրակի մարզ) е област в северозападна Армения с площ от 2681 кв. км. Областният ѝ център е град Гюмри.

## Население
- 235 400 (по приблизителна оценка за януари 2018 г.)[1]